# Ludwig Gärtner
Ludwig Gärtner (* 19. April 1919 in Lorsch, Südhessen; † 6. Juni 1995) war ein deutscher Fußballspieler. Der Linksaußen des zu dieser Zeit in der zweiten Spielklasse spielenden SC Olympia Lorsch wurde 1939 erstmals in die deutsche Nationalmannschaft berufen, zwei weitere Einsätze folgten 1940 und 1941. Gärtner beendete seine Laufbahn als Fußballer 39-jährig 1958 bei seinem Heimatverein SC Olympia.

## Laufbahn
Bei seinem Heimatverein SC Olympia Lorsch entwickelte sich der schnelle Linksaußen mit sicherer Ballführung und der Geradlinigkeit seines Spiels zu einem der besten Flügelstürmer vor und während des Zweiten Weltkrieges. Mit den Blau-Weißen scheiterte er 1937/38 in der Aufstiegsrunde zur Gauliga Südwest. Zwischen 1939 und 1941 absolvierte Gärtner drei Länderspiele: Das erste am 27. August 1939 beim 0:2 in der Slowakei, wobei er mit neun Akteuren aus Wien sowie Torhüter Jürissen und Verteidiger Immig die deutschen Farben vertrat. Sein zweites erfolgte am 20. Oktober 1940 beim 7:3 über Bulgarien, wo er mit dem 1:0-Führungstreffer ein besonderes Tor schoss: das 500. Tor der DFB-Länderspielgeschichte. Das dritte Spiel in der Nationalmannschaft absolvierte er am 5. Oktober 1941 beim 2:4 in Schweden an der Seite von Helmut Schön, der damit seine Länderspielkarriere beendete. Zu dieser Zeit war er aber schon als Gastspieler bei Borussia Fulda aktiv. Mit den Rot-Schwarzen feierte er 1941 den Gewinn der Gaumeisterschaft in Hessen, wobei er im Rückspiel gegen den Nordstaffelsieger BC Sport Kassel am 16. März 1941 beim 8:3-Kantersieg fünf Treffer beisteuerte.
Mit Fulda trug er in der Endrunde um die deutsche Meisterschaft 1941 gegen den FC Schalke 04 und Hannover 96 drei Spiele aus und schoss am 27. April beim 4:3-Heimerfolg gegen Hannover den Siegtreffer. In der Verteidigung agierte als weiterer Gastspieler Hermann Gramlich.
Einen weiteren Höhepunkt erlebte der Mann aus Lorsch am 13. Juli 1941 im Tschammer-Pokal, als er beim 9:6-Heimerfolg von Borussia Fulda gegen Kickers Offenbach nach einem 0:5-Rückstand wiederum fünf Treffer zum Sieg in der Johannisau zustande brachte. Im Reichsbundpokal des Jahres 1941/42 stürmte er in der Mannschaft von Kurhessen in den Spielen gegen Sachsen und den Niederrhein. 1942 gewann er mit Fulda den zweiten Gautitel und war am 10. Mai 1942 in der Endrunde gegen SV Dessau 05 aktiv. Seinen fünften und letzten Einsatz um die deutsche Meisterschaft erlebte er am 7. Mai 1944 gegen den amtierenden Deutschen Meister Dresdner SC. Helmut Schön erzielte beim 9:2-Sieg der Sachsen sieben Tore.
Zeitweilig trug er im Zweiten Weltkrieg auch das Trikot des 1. SV Jena sowie des HSV Groß Born.
Ludwig Gärtner kehrte erst 1949 aus sowjetischer Kriegsgefangenschaft zurück und wurde dann wieder bei Olympia Lorsch aktiv. Bereits in seinem ersten Spiel zeigte er sich in alter Stärke und steuerte zum 4:0-Sieg gegen den VfR Bürstadt zwei Tore bei. Im Jahre 1955 war er Mitglied der Mannschaft, die unter Trainer Heinz Baas in die 1. Amateurliga Hessen aufstieg. 1958 beendete er seine aktive Spielerlaufbahn.

## Neben dem Platz
Die „Olympia-Legende“ führte als gelernter Kaufmann ein Sport- und Schuhgeschäft unweit des Lorscher Rathauses.